# Весте
Весте (мађ. Vésztő) је мањи град у жупанији Бекеш у Мађарској.

## Географија
Покрива површину од 125,76 km² и има популацију од 6855 људи (2015). Град се налази у равници поред реке Тисе.
Весте се налази у северном делу округа, граница његове административне области на северу је иста као и граница округа, Шебеш-Кереш. Са географске тачке гледишта, налази се на југозападној ивици Киш-Шарета, поред равнице Кереш.
Железничка станица Весте је важна раскрсница за пруге пруга у овој области.

## Историја
Весте се први пут помиње у најранијим писаним записима 1350. године под именом Вејзетеу (Вејсетое). Међутим, ово подручје је већ било насељено много пре формирања Вестеа, о чему сведоче неколико ископина. Најинтереснатнији су остаци 6.000 година старих (неолитских) људских култура откривени у северном делу могуће хумке близанца Магор и осталих култура које су се након тога населиле једна на другу. На другој страни близаначке хумке, у 11. и 12. веку је основан род Чолт који је припадао једним од оснивача и владара Вати (који је живео на овим просторима у 11. веку), који се може видети у ископаном, делимично реконструисаном облику на историјском споменику Весте-Магор.
Људи су се населили овде на узвишењима која се налазе у плавном подручју огромног нерегулисаног пловног пута Шебеш-Кереш и створили мања или већа станишта. За живот се обезбеђивало готово искључиво кроз риболов, а једно од рибарских оруђа звало се вејсе, од чега је настало и име насеља. Поред ове, постоје и друге, научно неутемељене теорије о пореклу имена, Визте: веза већег брода који води у старом кориту Шебеш-Кереш до реке, Весте: током сеобе Татара, народ који је живео овде се каже да су у корито реке поставили косе, што је спречавало Татаре да пређу реку, и то је за њих било изгубљено=место (vesztő=hely).
За време турске владавине насеље је потпуно опустело, а после пораза за време Ракоцијевог рата за независност, мештани су се преселили 1713. године из Баконсега поново назад у округ Бихар (данас Хајду-Бихар). Досељено становништво је организовало своје снабдевање, у Шебеш-Кереш су изграђене воденице, а локалне занатлије и остали су почели да развијају локалну привреду. Већина становништва је била реформатске вере, црква им је подигнута 1782-83, а проширена 1825. Весте је 1871. добио статус велике општине, железнички саобраћај је почео 1881.
Бела Барток је сакупљао народне песме у селу током Првог светског рата. Овде је, између осталог, записао народну песму о јутарњој звзди, која је касније постала позната, и баладу Анголе Борбала, коју је употребио у својој композицији „Десет мађарских сељачких песама”. За његов рад постављена је спомен-плоча у Вестеу, а након спајања градских образовних институција, градски Едукативни центар Бела Барток добио је његово име.
На Бадње вече 1925. ледена поплава Шебеш-Кереша погодила је северни део села, уништивши око хиљаду домова и фарми. Гувернер Миклош Хорти такође је посетио село погођено катастрофом. Прва електрична централа изграђена је 1927. године, а први програм поплочавања завршен је 1928. године.
О присуству живог аграрног социјалистичког покрета говори податак да је овде фебруара 1943. године одржан „Први земаљски конгрес”. Место је ослобођено од немачке окупације 6. октобра 1944. године, а да би реорганизовали живот, становници Вестеа су основали квази независну, комунистичку град-државу названу „Рабајева Република Весте”. Она је трајала од децембра 1944. до краја фебруара 1945. године. Ток догађаја у деценијама након Другог светског рата може се описати слично као и већина насеља у округу, од развоја привреде, преко инфраструктурног развоја, до изградње електричне, водоводне, гасне и телефонске мреже.
1982. године завршена су ископавања у пределу Магор-Пуста. Након примопредаје, историјски споменик постаје све посећенији и познатији, данас је веома значајан туристички центар, овде се налази парк скулптура народних писаца и поприште је годишњег Шарети пикника.
Насеље је добило статус града 1. јула 2001. године.

### Градоначелници
- 1990–1994: Габор Комароми (независтан)[4]
- 1994–1998: Јанош Касаји (ФКгП-MSZP- SZDSZ)[5]
- 1998–2002: Јанош Касаји (независтан)[6]
- 2002–2006: Јанош Касаји (MSZP)[7]
- 2006–2010: Јанош Касаји (MSZP)[8]
- 2010–2014: Шандор Молнар (Удружење за изгубљене)[9]
- 2014–2019: Шандор Молнар (Фидес-KDNP)[10]
- 2019-данас: Анико Каракаш (независна)[11]

### Демографија
Године 2001. 95% становништва насеља се изјаснило као Мађари, 5% Роми.
Током пописа 2011. године, 88,1% становника се изјаснило као Мађари, 7% као Роми, а 0,8% као Немци (11,9% се није изјаснило; због двојног идентитета, укупан број може бити већи од 100%). 
Верска дистрибуција је била следећа: римокатолици 4,1%, реформисани 32,4%, лутерани 0,2%, гркокатолици 0,2%, неконфесионални 44,1% (17,2% се није изјаснило).